# Kupreški kraj
Kupreški kraj obuhvaća osim Kupreškog polja još dvije znatno manje krške visoravni: Vukovsko polje i Ravanjsko polje. Nalaze se na oko 1135 metara nad morem i imaju po oko 20 km². Vukovsko polje dijele od Kupreškog polja Lupoglav, Crni vrh i Osoje, a od Ravnog Ravašnica (1565 m). Između Vukovskog polja i Ramske kotline izdiže se visoka Raduša s oštrim vrhom Idovcem (1956 m), koju opet sa Stožerom povezuje Siver (1562 m). Ravanjsko polje od Duvanjskog dijeli vodom oskudna planina Pakline (1503 m) i Ljubuša (1797 m). Između Kupreškog i Glamočkog polja leži jednako tako bezvodna visoravan Hrbine, ispresijecana s više gorskih lanaca.

## Vid još
- Kupres
- Kupreško polje